# شیروکانه

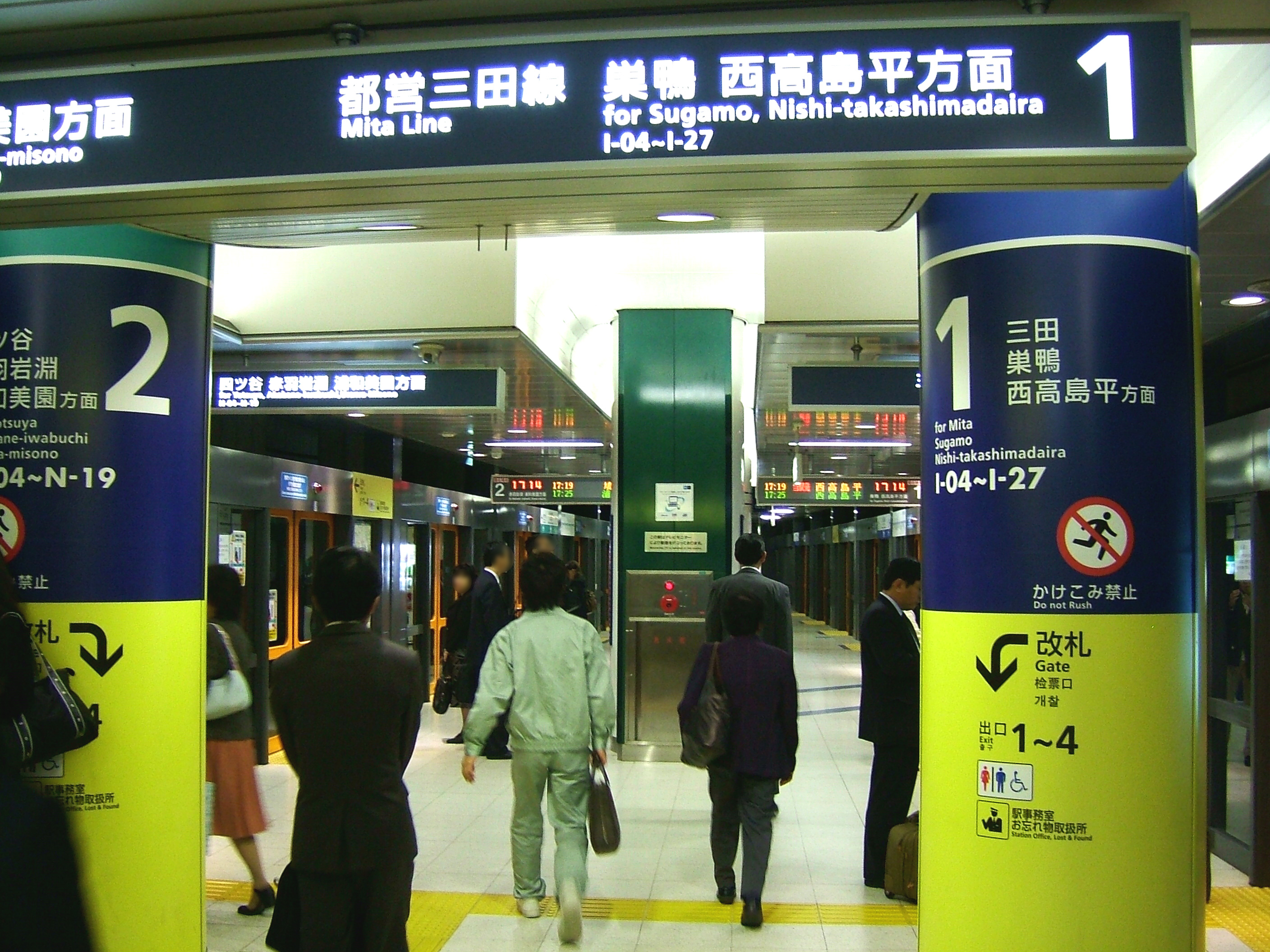
ایستگاه شیروکانه تاکاناوا.

شیروکانه (به ژاپنی: (白金 Shirokane) یکی از محله‌های توکیو پایتخت ژاپن است که در منطقهٔ میناتو واقع شده‌است. این محله به ۶ منطقهٔ کوچکتر تقسیم می‌شود.    

## ایستگاه راه آهن
- متروی توکیو، خط نامبوکو، ایستگاه شیروکانه تاکاناوا
- متروی توئی، خط میتا

## نگارخانه

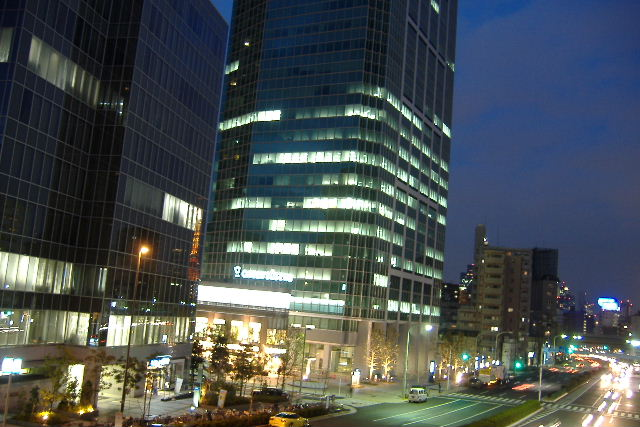
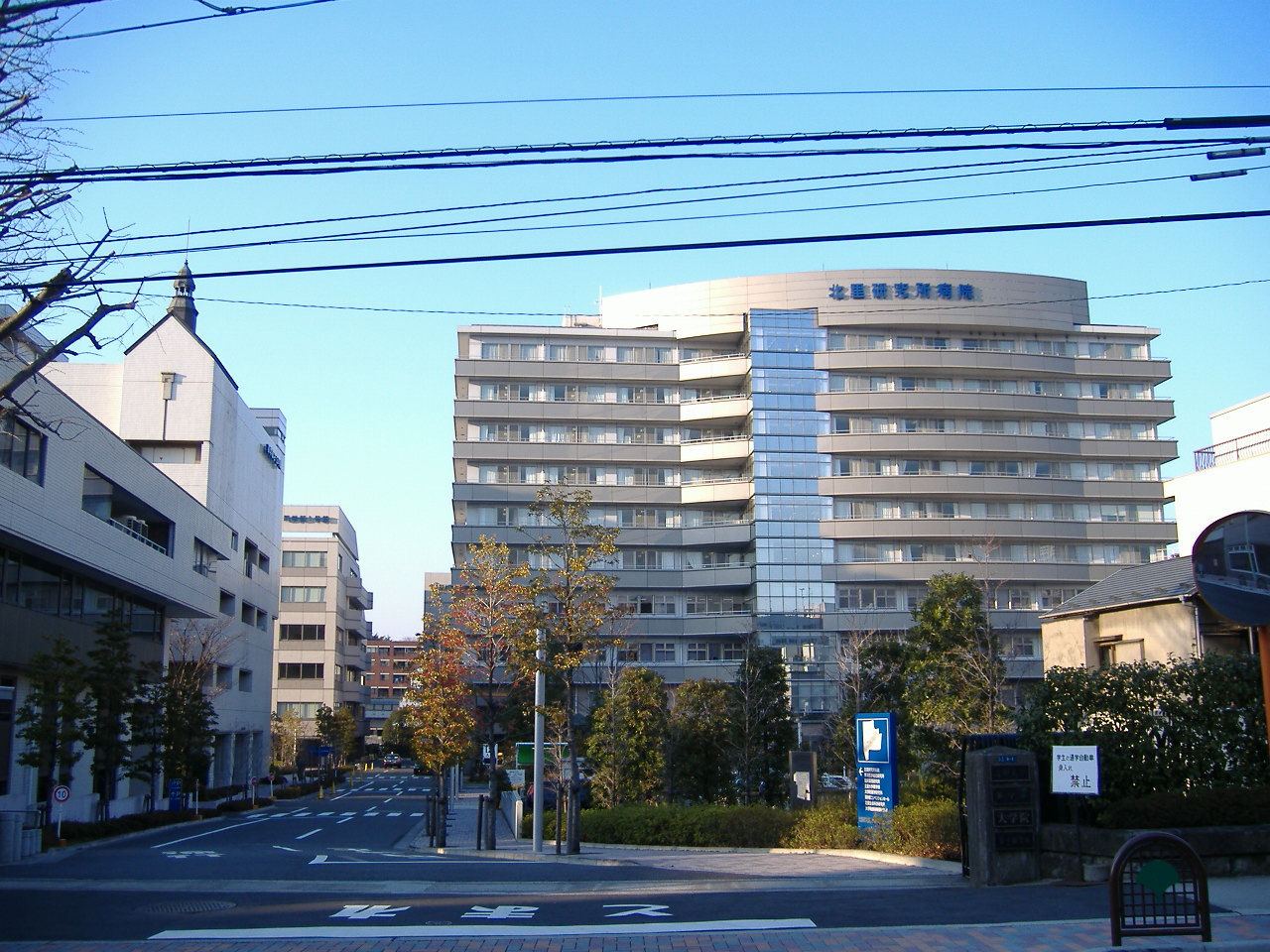
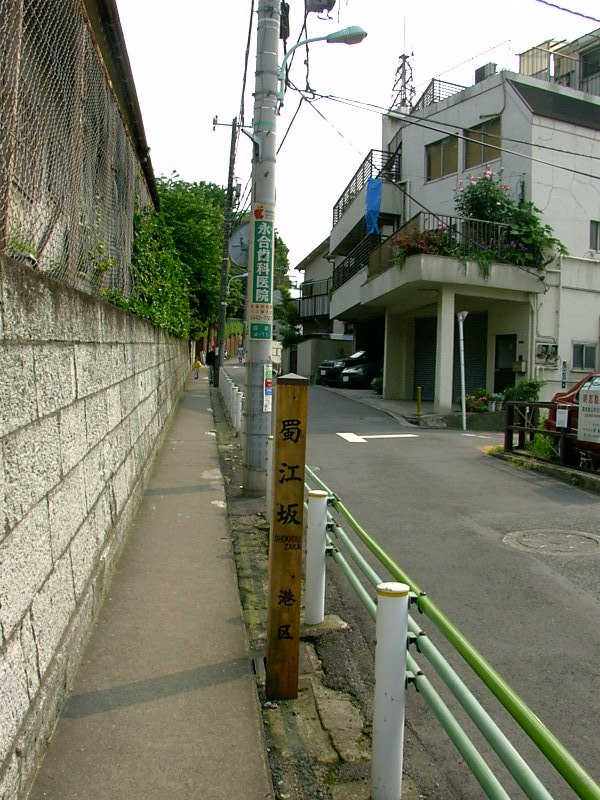
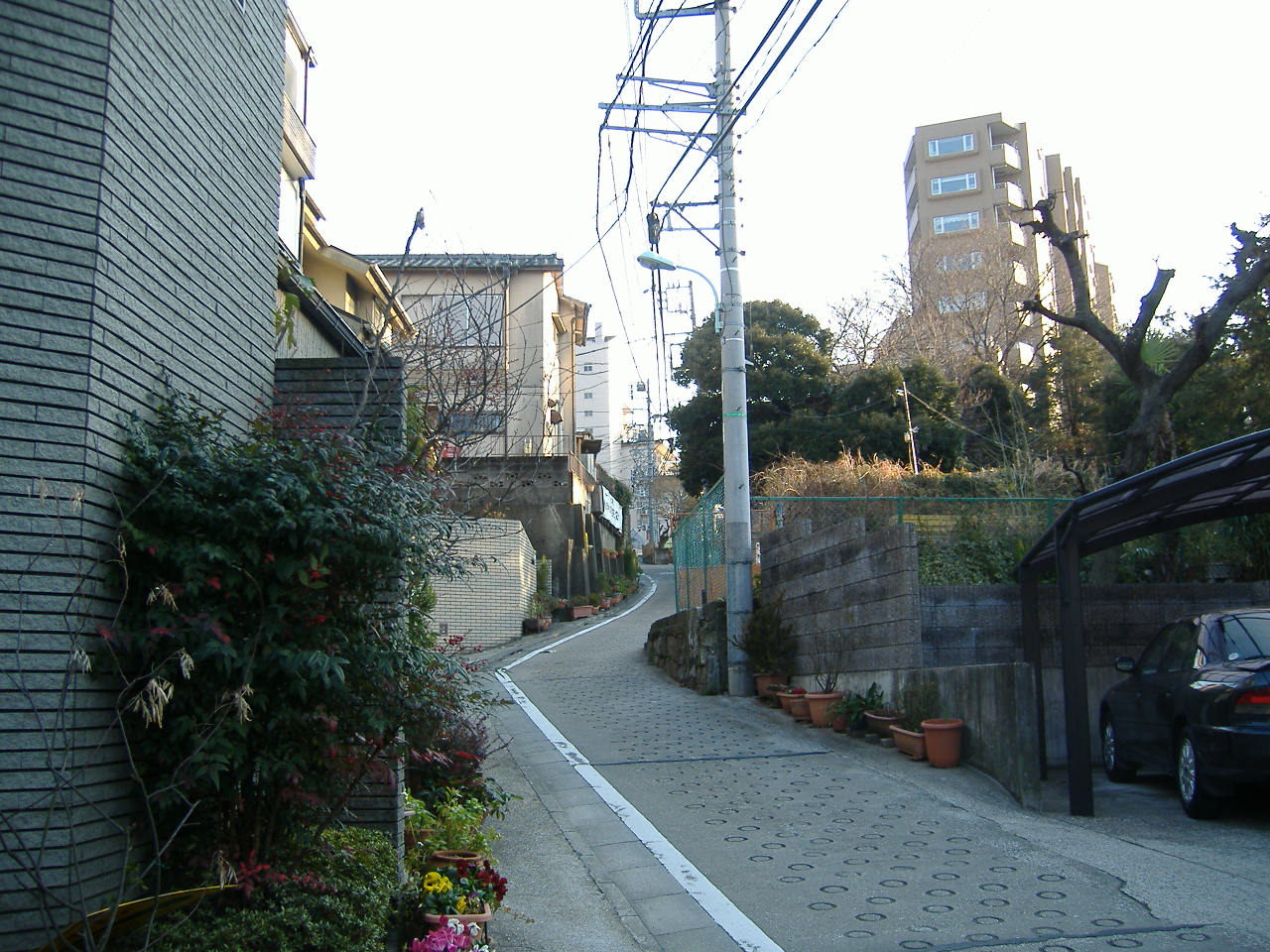